# Траоре, Юссуф
Юссу́ф Траоре́ (фр. Youssouf Traoré, род. 29 января 1991 года, Кот-д'Ивуар) — ивуарийский футболист, полузащитник французского клуба «Маккаби» (Париж).

## Карьера
Родился в Кот-Д’Ивуаре. Юссуф начинал заниматься футболом на родине, в клубе «Атлетик Аджаме». Позднее, в 2009 году он стал игроком молодёжного состава клуба «Янг Бойз». Тем не менее, попав в первую команду, он не смог там закрепиться и за пять лет сыграл только пять матчей в чемпионате. Побывав в годичной аренде в «Лозанне», в 2010 году стал участником матча, когда «Лозанне» удалось выбить московский «Локомотив» в серии после-матчевых пенальти. В 2014 году Траоре перешел во французский клуб «Руа». Сыграв за клуб три матча, перешел в другой французский клуб «Маккаби» из Парижа.